# Spinus xanthogastrus
Spinus xanthogastrus là một loài chim trong họ Fringillidae.